# Cantarella (veleno)
La cantarella è una variante dell'arsenico. Questo veleno è ottenuto cospargendo d'arsenico le viscere di suini, poi essiccandole ed infine macinandole. Se ne ricava una polvere bianca simile allo zucchero.
Secondo la leggenda fu l'arma di cui si servirono i Borgia (fonte però mai accertata).